# Kluknavská kotlina
Kluknavská kotlina je geomorfologickou částí Hornádského podolia. Leží v jeho východní části, v údolí Hornádu v okrese Gelnica.

## Polohopis
Kotlina se nachází ve východním výběžku Hornádské kotliny a jejího podcelku, Hornádského podolia. Je sevřena okolními horstvy a leží na obou březích řeky Hornád, v okolí obcí Kluknava, Richnava a Hrišovce. Na západním okraji v údolí Hornádu navazuje zbylá část Hornádského podolia, jižní okraj vymezují Hnilecké vrchy (podcelek Volovských vrchů) a východním směrem vystupuje Roháčka (podcelek Čierne hory). Severně leží pohoří Branisko a jeho podcelek Sľubica.
Ze západu na jihovýchod protéká řeka Hornád, která zde přibírá několik menších vodních toků, např. Zlatník, Dolinský či Záhorský potok. Její údolím vede silnice II/547, spojující Krompachy a Margecany, s pokračováním do Košic. Údolím řeky vede rovněž významná železniční trať Košice–Žilina.

## Turismus
Území Kluknavské kotliny slouží zejména jako východisko do okolních pohoří. Nejvyšším vrcholem je východně ležící 1028 m n. m. vysoká Roháčka, na kterou vede i značená stezka z Kluknavy. Cyklotrasy na území kotliny a v jejím okolí využívají příznivci cyklistiky.

### Turistické trasy
- po  modré značce z Richnavy přes Kluknavu na Roháčku (1028 m n. m.)
- po  žluté značce z Richnavy na Gavart (624 m n. m.)[2]